# Suchman Tamás
Suchman Tamás Gábor (Marcali, 1954. július 2. – 2023. május 21. vagy előtte) magyar politikus, országgyűlési képviselő.

## Családja
Édesapja, Suchman Andor fuvarozó, majd a kenyérgyár rakodómunkása volt, édesanyja Bauer Júlia (1923–2000) háztartásbeli, aki megjárta a német koncentrációs táborokat. Bátyja, György (1947) kárpitos. Felesége Suchman-Mayer Emese. Előző házasságából gyermeke: Péter (1984), nevelt fia László (1973).

## Tanulmányai
A marcali Ladi János Gimnáziumban érettségizett 1972-ben, jogász diplomáját a Pécsi Tudományegyetem Állam- és Jogtudományi Karán szerezte 1980-ban. 1985-ben várostudományi oklevelet szerzett a Budapesti Műszaki Egyetem Mérnöktovábbképző Intézete és az Urbanisztikai Társaság közös tanfolyamán.

## Pályafutása
1972-73-ban magánfuvarozóként működött. 1975-től dolgozott a Marcali Járás Hivatalánál, valamint a Marcali Városi Tanácsnál, emellett kilenc éven keresztül mellékfoglalkozásban termelőszövetkezeti jogászként működött. 1984-től 1990-ig a mesztegnyői Ladi János Mgtsz jogásza, majd 1989 és 1994 között térségi vezetője volt a Budapest Bank marcali, keszthelyi, boglári, csurgói fiókjainak. Négy évig volt elnöke, vezérigazgatója és cégvezetője a Bankár Holdinghoz tartozó agrárcégeknek. 1995-től egy cikluson keresztül töltötte be a Magyar Vadászati Védegylet országos elnöki tisztét. 1997-től második ciklusban a Magyar Zsidó Örökség Alap felügyelő bizottságának volt az elnöke, majd később a Magyarországi Zsidó Hitközségek Szövetsége alelnökeként tevékenykedett.

## Politikai pályafutása
1983-tól 1989-ig tagja volt a Magyar Szocialista Munkáspártnak. Az MSZP egyik alapító tagja, valamint elnöke a marcali városi és városkörnyéki pártszervezetnek. 1990 óta képviselője és tanácsnoka Marcali város önkormányzatának.
1990 és 2010 között országgyűlési képviselő volt. (1990: országos lista, 1994: Somogy 5. vk., Marcali, 1998: Somogy megyei lista, 2002: országos lista.) A gazdasági és az emberi jogi bizottság alelnöke, illetve az integrációs- és ügyrendi bizottság tagja volt, valamint frakcióvezető-helyettes. 1995. március 1-jén a privatizációért felelős tárca nélküli miniszternek nevezték ki, majd miniszterként 1996. szeptember 15-én vette át az Ipari, Kereskedelmi és Idegenforgalmi Minisztérium vezetését a Horn-kormányban. 2004. október 18-tól 2006. június 8-ig a Miniszterelnöki Hivatal politikai államtitkáraként dolgozott. A 2006-os országgyűlési választáson Somogy megyei területi listán szerzett mandátumot.
1990 decemberében Antall József miniszterelnökkel kezdeményezett találkozót, amelyen két képviselőtársával közösen indítványozták, hogy Magyarország tárgyaljon Németországgal a magyar zsidóságot megillető kárpótlásról. 1993 márciusában Schiffer Jánossal közösen benyújtottak egy országgyűlési nyilatkozattervezetet, amely az idegengyűlöletet, a  rasszizmust és az antiszemitizmust ítélte el. 1993 szeptemberében egy önálló indítványban kezdeményezte a nemzeti és etnikai kisebbségekről szóló törvény módosítását; javaslatot tett arra, hogy a héber nyelvet is a kisebbségek által használt nyelvnek minősítsék, annak tanítása pedig államilag támogatott legyen.
2007. január 10-én megválasztották a Balaton Fejlesztés Tanács elnökének; 2009-től az egyes országos jelentőségű fejlesztési programok megvalósítására irányuló kormányzati tevékenység összehangolásáért felelős kormánybiztos volt. Többek közt a félbe maradt Balatonring megvalósításáért is lobbizott. 2010-ben kikerült a parlamentből. 2011-ben megkapta a Magyarországi Zsidókért díjat.
2014-ben atrocitásba keveredett párttársával, mikor a 2014-es magyarországi önkormányzati választás előtt a kaposvári Harján Dávid, az MSZP akkori Somogy megyei listájának harmadik helyen álló jelöltje Suchman szülővárosában, Marcaliban gyűjtött aláírásokat. Suchman ordítozva támadt Harjánéknak, összetörve az aláírásgyűjtő pultot, azzal a szándékkal, hogy Harjánt kizavarja a településről. Harján az eset után feljelentést tett garázdaság miatt. (Suchman évekkel korábban egy helyi KDNP-s képviselővel is ordítozott.) A Zalaegerszegi Járási Ügyészség végül egy éves vádemelési halasztást adott Suchmannak, tekintetbe véve egészségi állapotát és elrendelték pártfogói felügyeletét.
2016 őszén szintén meggyengült egészségéről beszélt az ATV-ben.

## Halála
2023. május 21-én tudatta halálhírét az MSZP közleménye.